# 속죄의 소나타
《속죄의 소나타》(일본어: 贖罪の奏鳴曲)는 나카야마 시치리의 2011년작 장편 추리소설이다. 대한민국에는 블루홀식스에서 권영주 번역으로 출간되었다.

## 목차
1. 죄의 신선도
2. 벌의 발소리
3. 속죄의 자격
4. 심판받는 자